# Sicaxylobates sicafer
Sicaxylobates sicafer – gatunek roztocza z kohorty mechowców i rodziny Protoribatidae. Jedyny gatunek monotypowego rodzaju Sicaxylobates
Gatunek ten został opisane w 1968 roku przez Marie Hammer jako Xylobates sicafer. Do własnego rodzaju Sicaxylobates przeniósł go w 1985 Malcolm Luxton.
Mechowce te mają nitkowate senisilusy. Ich odnóża są trójpalczaste, a na pierwszych trzech parach stóp i dwóch parach ud znajdują się szerokie i rozgałęzione szczecinki. Na notogaster obecne 4 pary areae porosae. Szczeciny notogastralne występują w liczbie 10 par, genitalne 6 par, aggenitalne 1 pary, analne 2 par, a adanalne 3 par.
Gatunek endemiczny dla Nowej Zelandii.